# Il Vascello de Gama
Il vascello de gama è un'opera in un prologo e tre atti di Saverio Mercadante, su libretto di Salvatore Cammarano. La prima rappresentazione ebbe luogo al Teatro San Carlo di Napoli il 6 marzo 1845.
Gli interpreti della prima rappresentazione furono:
| Personaggio   | Interprete          |
| ------------- | ------------------- |
| Un comandante | Anafesto Rossi      |
| Un proscritto | Domenico Ceci       |
| Amalia        | Anna Salvetti       |
| Rosalia       | Anna Rivière Bishop |
| Rodrigo       | Filippo Coletti     |
| Fausto        | Gaetano Fraschini   |
| Bruno         | Nicola Beneventano  |
| Marco         | Marco Arati         |
| Gianni        | Nicola Tucci        |
| Guludda       | Michele Benedetti   |

## Trama
L'avvenimento ha luogo: il prologo nei mari che circondano il Portogallo, nel 1565; il primo atto a Coimbra, nel 1580; il secondo e terzo atto nell'Oceano Atlantico, ancora nel 1580.

### Prologo
La nave africana.

### Atto I
L'imbarco.

### Atto II
Il naufragio.

### Atto III
La zattera.

## Struttura musicale
- Sinfonia

### Prologo
- N. 1 - Introduzione Se il nemico raggiunge il naviglio (Guludda, Coro)
- N. 2 - Cavatina Rodrigo e Finale I Abbia da te quel misero - Muori iniquo lusitano (Rodrigo, Proscritto, Coro, Guludda, Bruno, Gianni, Marco)

### Atto I
- N. 3 - Introduzione Brindisi, brindisi al gran vascello (Coro)
- N. 4 - Cavatina Rosalia Esulta ognor quest'anima (Rosalia, Rodrigo, Marco, Gianni, Bruno, Amalia)
- N. 5 - Duetto Fausto e Rosalia Un destin...destin tiranno!
- N. 6 - Duetto Rosalia e Rodrigo Manca il giorno agli occhi miei!
- N. 7 - Finale II Le voci che ascolto, gli oggetti che miro (Rodrigo, Fausto, Bruno, Amalia, Comandante, Coro)

### Atto II
- N. 8 - Notturno Seminato è il ciel di stelle (Coro)
- N. 9 - Aria Fausto Qual fior, che solitario (Fausto, Coro)
- N. 10 - Finale III Detti orribili, funesti (Rodrigo, Fausto, Rosalia, Bruno, Comandante, Gianni, Coro)

### Atto III
- N. 11 - Introduzione O sposa diletta!... (Rodrigo, Fausto, Rosalia, Marco, Bruno, Gianni)
- N. 12 - Preghiera Rosalia e Finale Ultimo Ad implorarti...o Nume - Nulla dunque, nulla speme (Rosalia, Rodrigo, Fausto, Marco, Gianni, Bruno)